# قطعنامه ۱۵۳۵ شورای امنیت
قطعنامه ۱۵۳۵ شورای امنیت سازمان ملل متحد که در تاریخ ۲۶ مارس ۲۰۰۴ تصویب شد، سندی بین‌المللی دربارهٔ تهدید صلح و امنیت بین‌المللی ناشی از اقدامات تروریستی است. این قطعنامه پس از تأیید مجدد قطعنامه ۱۳۷۳ (۲۰۰۱)، ۱۳۷۷ (۲۰۰۱) و ۱۴۵۶ (۲۰۰۳) طی نشست ۴۹۳۶ام با ۱۵ رای موافق، ۰ مخالف و ۰ ممتنع تصویب شد.

## بررسی‌ها
شورای امنیت مجدداً تأکید کرد که تروریسم تهدیدی برای صلح و امنیت بین‌المللی است و مصمم است که با توجه به منشور سازمان ملل مبارزه با تروریسم را گسترش دهد. همچنین یادآوری می‌کنند که اقداماتی که برای مقابله با تروریسم انجام می‌شود باید مطابق با قوانین بین‌المللی باشد و از کشورها خواسته شود تا در کنوانسیون‌های بین‌المللی و پروتکل‌های مربوط به تروریسم شرکت کنند.
پیش‌نویس قطعنامه همچنین از پیشرفت کمیته مبارزه با تروریسم در نظارت بر اجرای قطعنامه ۱۳۷۳ استقبال کرد. این قطعنامه نقش سازمان‌های بین‌المللی و منطقه ای را در مبارزه با تروریسم برجسته کرد. در همین حال، شورای وزیران یادآور کرد که برخی از کشورها نیاز به کمک در اجرای قطعنامه ۱۳۷۳ دارند آن‌ها همچنین نیاز به کمیته برای بازدید از کشورها برای نظارت بر اجرای قطعنامه تأکید کردند.

## قوانین
شورای امنیت تصمیم گرفت که کمیته ای شامل تمام اعضاء کشورهای عضو شورای امنیت و «هیئت اداری» تشکیل شود و با کمک اداره اجرایی کمیته مبارزه با تروریسم (CTED) به عنوان یک مأموریت سیاسی خاص با مأموریت اولیه تا ۳۱ دسامبر ۲۰۰۷ بر اجرای این قطعنامه شورای امنیت در کشورها نظارت کند کمیته مبارزه با تروریسم (CTED) مسئول تضمین پیگیری تمامی تصمیمات کمیته؛ از جمله تسهیل ارائه کمک به کشورها به منظور اجرای بیشتر قطعنامه ۱۳۷۳؛ و نظارت بر جمع‌آوری تمام اطلاعات مناسب در پیاده‌سازی، خواهد بود.
این قطعنامه دستور کار اجرایی کمیته مبارزه با تروریسم (CTED) را مشخص می‌کند، که رئیس کمیته مبارزه با تروریسم طرح مبارزه با تروریسم را به شورای امنیت برای تأیید ارسال کند.